# Libris (bibliotekskatalog)
Libris (LIBRIS: LIBRary Information System) är en gemensam svensk datoriserad samkatalog för ett stort antal svenska bibliotek, i huvudsak universitetsbibliotek. Informationen i Libris är öppna data och bygger på textsträngar i MARC21 format.. Libris underhålls inte längre, och håller på att ersättas av Libris XL som bygger på länkade data.

## Allmänt
I systemet hittar man information om nästan alla svenska böcker och tidskrifter, samt de flesta utländska publikationer som köpts in av svenska forskningsbibliotek. Libris infördes gradvis under början av 1970-talet. De anslutna biblioteken registrerar sin litteratur i Libris databas, där den direkt kan sökas och redigeras. De redigerade produkterna, bland annat den svenska nationalbibliografin, tas kontinuerligt ut ur systemet. Ett unikt identifikationsnummer, "Libris-ID", finns för varje post i katalogen.
Kungliga biblioteket i Stockholm ansvarar för drift av katalogen och tillhörande datorprogram, nyutveckling är stoppad.

## Historia
Statskontoret fick 1967 av regeringen uppdragen att utreda forskningsbibliotekens inre organisation och hur tekniska hjälpmedel skulle kunna rationalisera biblioteksarbetet. Den tekniska delen av utredningsuppdraget resulterade i en vision om ett integrerat bibliotekssystem som planerades innehålla funktioner för sökning, förvärv, katalogisering, låneregistrering och produktion av olika typer av tryckta katalogprodukter. Systemet skulle i princip täcka alla behov ett forskningsbibliotek kunde tänkas ha av ett datasystem. Utvecklingen av de övriga funktionerna kom dock snart att prioriteras ner till förmån för katalogiseringsfunktionen.
Libris innebar startskottet för datoriseringen av de svenska forskningsbiblioteken. År 1971 inleddes försöksverksamhet med Libris vid högskolebiblioteket i Linköping.   Inmatning i databasen gjordes inledningsvis med hjälp av hålremsstansning. År 1972 blev det också möjligt att registrera i Libris med hjälp av datorterminaler. Systemets centraldator, som inledningsvis var placerad vid högskolan i Linköping, hade kapacitet för att kunna hantera upp till 20 terminaler.
År 1975 uppgraderades systemet till Libris II, som var anpassad efter de nya katalogiseringsregler som hade antagits 1974 och MARC-standarden. Driftansvaret för Libris överlämnades från Statskontoret till Kungliga biblioteket 1977. En tredje version av Libris lanserades 1980. Systemet kunde vid den här tiden hantera 150 terminaler utplacerade vid en rad olika svenska forskningsbibliotek. Centraldatorn fanns nu på Datamaskincentralen för administrativ databehandling (DAFA) i Stockholm.    
Mellan 1981 och 1997 var systemet avgiftsbelagt för de bibliotek som använde det. År 1997 blev Libris avgiftsfritt och öppet tillgängligt på webben. Sedan 2017 sker katalogisering i Libris enligt regelverket RDA (Resource Description and Access).